# Tracteur agricole électrique

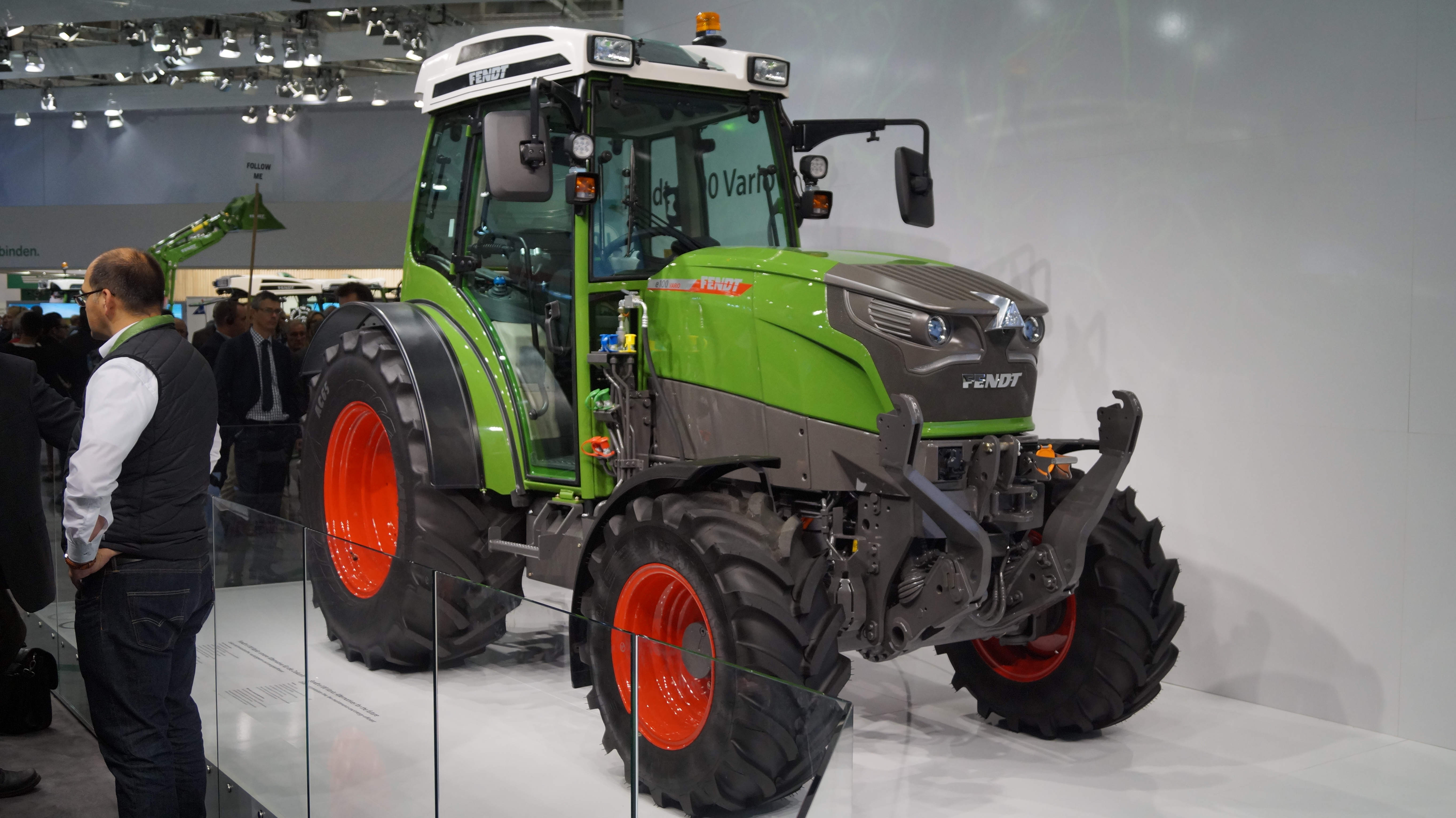
Un Fendt e100 Vario présenté au salon Agritechnica 2017.

Les tracteurs agricoles électriques sont des tracteurs mûs par de l'énergie électrique issue de batteries.

## Prototypes
- Alpo de la société Sabi Agri[1]. Il existe des modèles entre 25 kW et 50 kW[2],[3].
- Fendt e100 Vario de la marque Fendt ; ce tracteur a une puissance de 68 chevaux soit 50 kW[4]. Le prototype est testé dans plusieurs fermes allemandes.
- Le Sesam de la marque John Deere, avec un tracteur de 410 chevaux soit 300 kW. Il possède 2 moteurs de 150 kW et une batterie lui laissant 4 heures d'autonomie[5].
- Le SKE 50 de RigiTrac, un tracteur de 68 chevaux soit 50kW. Il est alimenté par une batterie lithium-ion de 80 kWh ce qui lui assure une autonomie de 5 heures[6],[7],[8].
- Le MK-V de Monarch sera assemblé à partir de 2022 dans l'usine de Monarch à Livermore (Californie) et dès le printemps 2023 à Lordstown (Ohio) dans l'usine de Foxconn. Les batteries de ce tracteur de dimensions réduites assurent environ 10 heures de travail. Pour les exploitations à haut rendement, un système d’échange de batterie permet de le faire fonctionner 24H/24. Le système de contrôle à distance permet à un seul opérateur déporté de piloter jusqu’à 8 engins en parallèle[9]. En janvier 2025, Monarch Tractor annonce la création d’une filiale basée en Belgique, Monarch Tractor Europe, pour commercialiser en Europe son MK-V, alimenté par une plateforme régie par l’intelligence artificielle (WingspanAI) et capable de collecter et d’analyser les données agricoles pour optimiser les rendements[10].

## Sources et références
1. ↑  Ouest-France, « Alpo : le tracteur électrique, sobre et robuste », sur www.ouest-france.fr, 15 février 2019 (consulté le 30 octobre 2020)
2. ↑  (en-GB) « SABI AGRI | Le Tracteur Électrique » (consulté le 30 octobre 2020)
3. ↑  « Le développement du tracteur électrique e100 avance bien », sur GrosTracteursPassion, 9 septembre 2020 (consulté le 9 décembre 2020)
4. ↑  « Tracteur électrique Fendt e100 Vario : plus de performances et une prise 400 V pour recharger ! », sur Terre-net (consulté le 30 octobre 2020)
5. ↑  « Tracteur électrique John Deere Sesam », sur Entraid' : le média des cuma et du matériel agricole (consulté le 30 octobre 2020)
6. ↑  (de) Rigitrac, « Rigitrac SKE 50Electric », 30 octobre 2020, p. 2
7. ↑  (en) svale, « Rigitrac shows electric Swiss-made tractor », sur profi, 3 décembre 2019 (consulté le 30 octobre 2020)
8. ↑  (en) Jim Breen, « A car rental outlet with a difference: Is this the new face of tractor hire? », sur Agriland.ie, 15 janvier 2019 (consulté le 30 octobre 2020)
9. ↑  Foxconn produira les tracteurs électriques de Monarch dans son usine de Lordstown, automobile-propre.com, 21 août 2022.
10. ↑  Ce tracteur électrique et autonome arrive en Europe, automobile-propre.com, 26 janvier 2025.